# Басс, Бенни
Бенджамин «Бенни» Барух Басс (англ. Benjamin "Benny" Baruch J. Bass; 4 декабря 1903, Киев — 25 июня 1975, Филадельфия) — американский боксёр-профессионал, представитель лёгкой и полулёгкой весовых категорий. Выступал на профессиональном уровне в 1920-х и 1930-х годах, владел титулами чемпиона мира в полулёгком и втором полулёгком весах. Член Международного зала боксёрской славы (2002).

## Биография
Бенни Басс родился 4 декабря 1903 года в Киеве, Российская империя. Был одним из пяти сыновей у своих родителей Якоба и Паулины, имеет еврейское происхождение. Уже в возрасте трёх лет вместе с семьёй переехал на постоянное жительство в США, поселившись в Филадельфии. В подростковом возрасте подрабатывал разносчиком газет, затем был сотрудником издательства Curtis Publishing Company.
Начинал боксёрскую карьеру как любитель, с двенадцати до шестнадцати лет провёл на любительском уровне 100 поединков, из которых выиграл 95. Пытался пройти отбор на летние Олимпийские игры 1920 года в Антверпене в зачёте наилегчайшей весовой категории, однако на отборочном турнире уступил решением будущему олимпийскому чемпиону Фрэнки Дженнаро.
Не попав на Олимпиаду, в следующем году Басс перешёл в профессиональный бокс, начав сотрудничество с менеджером Филом Глассманом. В течение последующих лет провёл множество поединков на профи-ринге, большинство из которых выиграл, и заработал репутацию одного из сильнейших представителей полулёгкого веса.
В сентябре 1927 года завоевал вакантный титул чемпиона мира в полулёгкой весовой категории по версии Национальной боксёрской ассоциации (NBA), выиграв единогласным решением судей у Реда Чапмана.
В феврале 1928 года провёл объединительный бой с Тони Канцонери, действующим чемпионом по версии NYSAC. Противостояние между ними продлилось все отведённые 15 раундов, в итоге судьи раздельным решением отдали победу Канцонери, и Басс таким образом лишился своего чемпионского титула.
Несмотря на проигрыш, Бенни Басс продолжил активно выходить на ринг и в декабре 1929 года заполучил титул чемпиона мира во второй полулёгкой весовой категории, отправив в нокаут Тода Моргана.
Оставался чемпионом до июля 1931 года — техническим нокаутом в седьмом раунде его победил кубинец Кид Чоколейт.
В июле 1937 года вышел на ринг против выдающегося соотечественника Генри Армстронга, но проиграл ему нокаутом в четвёртом раунде.
Впоследствии Басс оставался действующим профессиональным боксёром вплоть до мая 1940 года, провел 193 боя из которых 158 выиграл (72 нокаутом), 29 проиграл (2 нокаутом) и 6 боев закончились ничьей.
После завершения спортивной карьеры продавал ликёр и пиво в компании Penn Beer Distributors, позже в 1960—1975 годах работал клерком в Филадельфийском транспортном суде. Был трижды женат, имел детей и внуков.
Умер 25 июня 1975 года от осложнений с сердцем в филадельфийской больнице Rolling Hills, где проходил лечение в течение нескольких последних месяцев.
За выдающиеся спортивные достижения в 1994 году был включён в Международный еврейский спортивный зал славы. C 2002 года является членом Международного зала боксёрской славы.